# Kader Arif

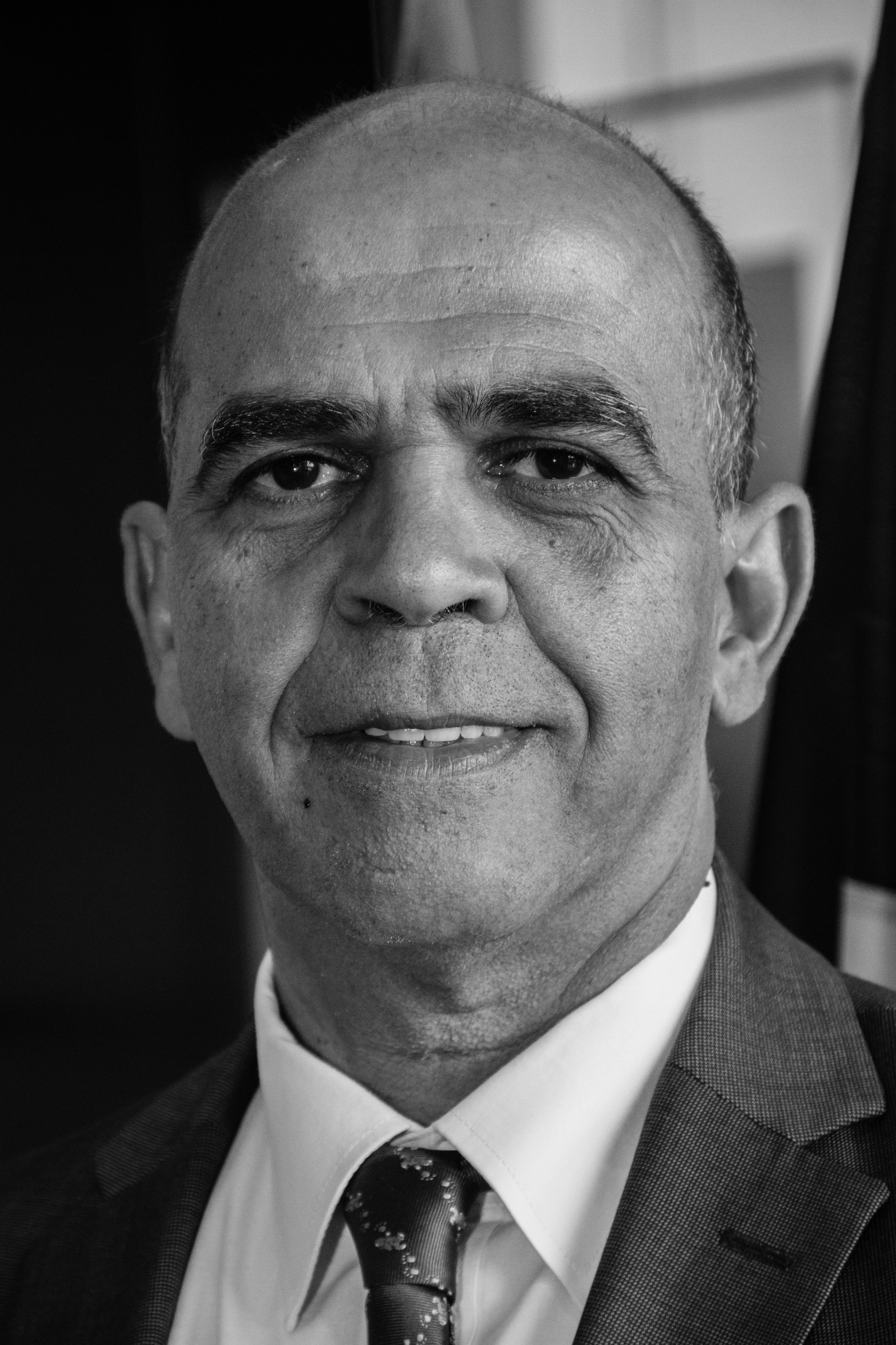
Kader Arif (2013)

Kader Arif (* 3. Juli 1959 in Algier) ist ein französischer Politiker (PS). Vom 16. Mai 2012 bis zum 21. November 2015 war er als beigeordneter Minister bzw. Staatssekretär für Kriegsveteranen im Verteidigungsministerium unter Jean-Yves Le Drian Mitglied der französischen Regierung in den Kabinetten Ayrault I, Ayrault II, Valls I und Valls II.
Arif ist Sohn eines Harki, also eines muslimischen Algeriers, der während des Algerienkrieges an der Seite der Kolonialmacht Frankreich kämpfte. Seine Familie emigrierte aufgrund dessen nach der Unabhängigkeit Algeriens 1962 nach Frankreich.
Seit 1983 gehört er der Parti Socialiste an, zwischen 2004 und 2012 war er Mitglied des Europäischen Parlaments. 2012 wurde er für den 10. Wahlkreis des Départements Haute-Garonne in die Assemblée nationale gewählt, übte dieses Mandat aber nicht aus, da er bereits Regierungsmitglied war; aus diesem Grund war er auch aus dem Europaparlament ausgeschieden.

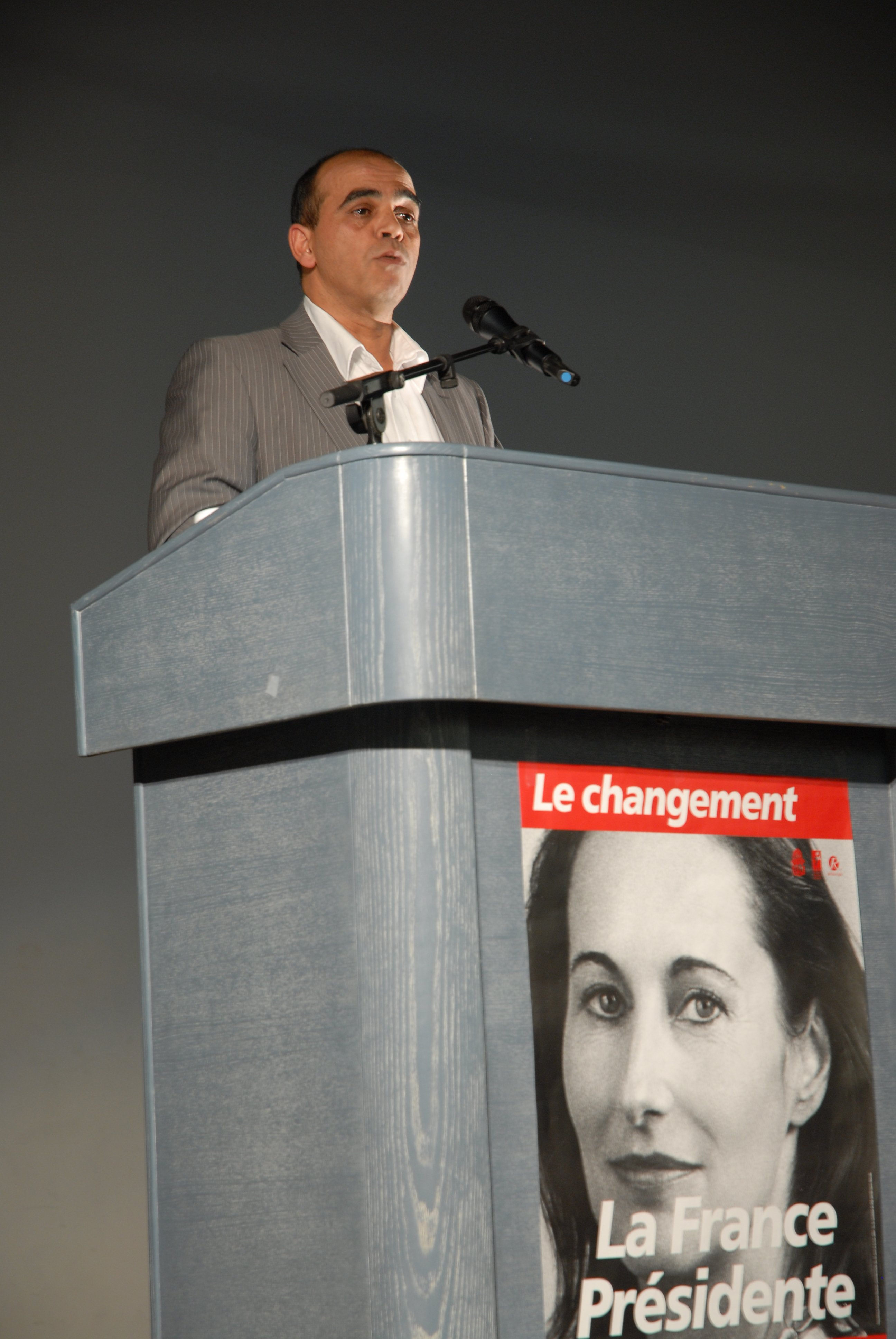
Kader Arif auf einer Veranstaltung zur Unterstützung von Ségolène Royal in Toulouse, 13. April 2007

Weltweite Bekanntheit erlangte er vor allem 2012 in seiner Funktion als Berichterstatter für das Handelsabkommen ACTA. Am 26. Januar 2012 trat er von diesem Amt vorzeitig zurück. Er begründete diesen Schritt mit einer für ihn bisher nicht gekannten Intransparenz des Zustandekommens des Abkommens und schwerwiegender Konsequenzen für das Leben der Bürger bei gleichzeitig weitgehender Umgehung der Parlamente.
Vollständige Erklärung vor dem EU-Parlament beim Rücktritt von Kader Arif (deutsche Übersetzung):

„Ich möchte den gesamten Vorgang, der zur Unterzeichnung dieses Abkommens geführt hat, auf das Schärfste anprangern: Keine Einbindung einer Nicht-Regierungs-Organisation; mangelnde Transparenz von Anbeginn der Verhandlungen an; wiederholte Verschiebungen der Unterzeichnung des Abkommens, ohne dass je eine Erklärung dafür abgegeben wurde; das Ignorieren der Forderungen des Europäischen Parlaments trotz mehrerer Beschlüsse unserer Versammlung.
Als Berichterstatter dieses Textes habe ich noch nie solche Manöver des rechten Flügel dieses Parlamentes beobachtet: Mit einem beschleunigten Vorgang wurde das Abkommen verabschiedet, bevor die Öffentlichkeit alarmiert werden konnte. Dadurch wurde dem Europäischen Parlament die Rechte genommen, seine Meinung auszudrücken und, die berechtigten Forderungen der Bürger als Argument vorzubringen.
Jeder weiß, dass ACTA Probleme mit sich bringt: [ACTA] wirkt sich auf die Freiheit der Zivilgesellschaft aus, auf die Verantwortlichkeit von Internet-Anbietern, auf die Herstellung von generischen Medikamenten (Generika) und auf den Schutz unserer geografischen Daten.
Dieses Abkommen kann schwerwiegende Konsequenzen für das Leben der Bürger haben und trotzdem wird alles unternommen, um das Mitspracherecht des Parlaments zu unterwandern. Heute, als Verantwortlicher für diesen veröffentlichten Bericht, wünsche ich daher ein Zeichen zu setzen und alarmiere hiermit die Öffentlichkeit über diese inakzeptable Situation. Ich werde nicht an dieser Maskerade teilnehmen.“

Arif gilt als ein enger Gefolgsmann von François Hollande, in dessen Zeit als Erster Sekretär des PS er in der Partei aufgestiegen war und den er auch anschließend unterstützt hatte. Er musste zurücktreten, nachdem gegen Unternehmen, die Verwandten von ihm gehören ein Ermittlungsverfahren eröffnet worden war. Dabei ging es um Bevorteilung dieser Unternehmen bei der Vergabe öffentlicher Aufträge durch die Region Midi-Pyrénées, im Raum stand der Vorwurf, Arif habe auf diese Entscheidungen Einfluss genommen. Eine Durchsuchung von Räumen des Verteidigungsministeriums wegen dieser Vorwürfe löste den Rücktritt aus. Er übt nun sein Mandat in der Nationalversammlung aus.

## Karriere
- Master-Abschluss in Kommunikationswissenschaften
- Berater von Lionel Jospin (1988–1992)
- Geschäftsträger eines Architekturbüros (1992–1995)
- Regionaldirektor eines Reiseveranstalters (1995–1999)
- Mitglied des Gemeinderats von Castanet-Tolosan mit Verantwortlichkeit für Sport (1995–2001)
- Universitätsmanager (1999–2001)
- Erster Sekretär der Parti socialiste im Département Haute-Garonne (seit 1999)
- Mitglied des Parteivorstand (bureau national) der Parti socialiste (seit 2000)
- Sekretär der Parti socialiste auf nationaler Ebene für internationale Beziehungen (2002–2003), für Globalisierung (2003–2005) und für die Gliederungen der PS (2005–2008)
- Europaabgeordneter (2004–2012)
- Abgeordneter der Nationalversammlung (2012, seit 2014)
- Minister und Staatssekretär (2012–2014)